# Жуль Ардуен-Мансар
Жуль Ардуен-Мансар (фр. Jules Hardouin-Mansart, при народженні — Жуль Ардуен; 1646—1708) — французький архітектор, придворний архітектор Людовика XIV, внучатий племінник Франсуа Мансара, один з найвизначніших представників стилю бароко у французькій архітектурі.

## Життєпис
Жуль Ардуен народився 16 квітня 1646 року в Марлі-ле-Руа. Навчався зодчества в Лібераля Брюана — архітектора, відомого створенням Готелю інвалідів у Парижі. Крім того, Жуль успадкував колекцію планів і креслень свого знаменитого двоюрідного діда Франсуа Мансара. Заодно взяв собі і його прізвище, що вже стало популярною торговельною маркою.
Кар'єру самостійного архітектора Ардуен-Мансар почав з проєкту палацу де Кланьї для мадам де Монтеспан. Робота була помічена при дворі, що допомогло молодому зодчому швидко піти вгору у мистецьких колах. Службу при дворі Людовика XIV Жуль почав з проєкту розширення палацу в Сен-Жермен-ан-Ле, потім завершив будівництво Великого Тріанона у Версалі. 
Найвідомішими працями Ардуен-Мансара стали такі визначні пам'ятки Парижа, як Собор Будинку інвалідів (1693—1706), а також комплекси Площа Перемог (поч. у 1684 р.) і Вандомська площа (поч. 1698 р.).
Архітектор помер 11 травня 1708 року.
На честь Ардуен-Мансара названий кратер на Меркурії.

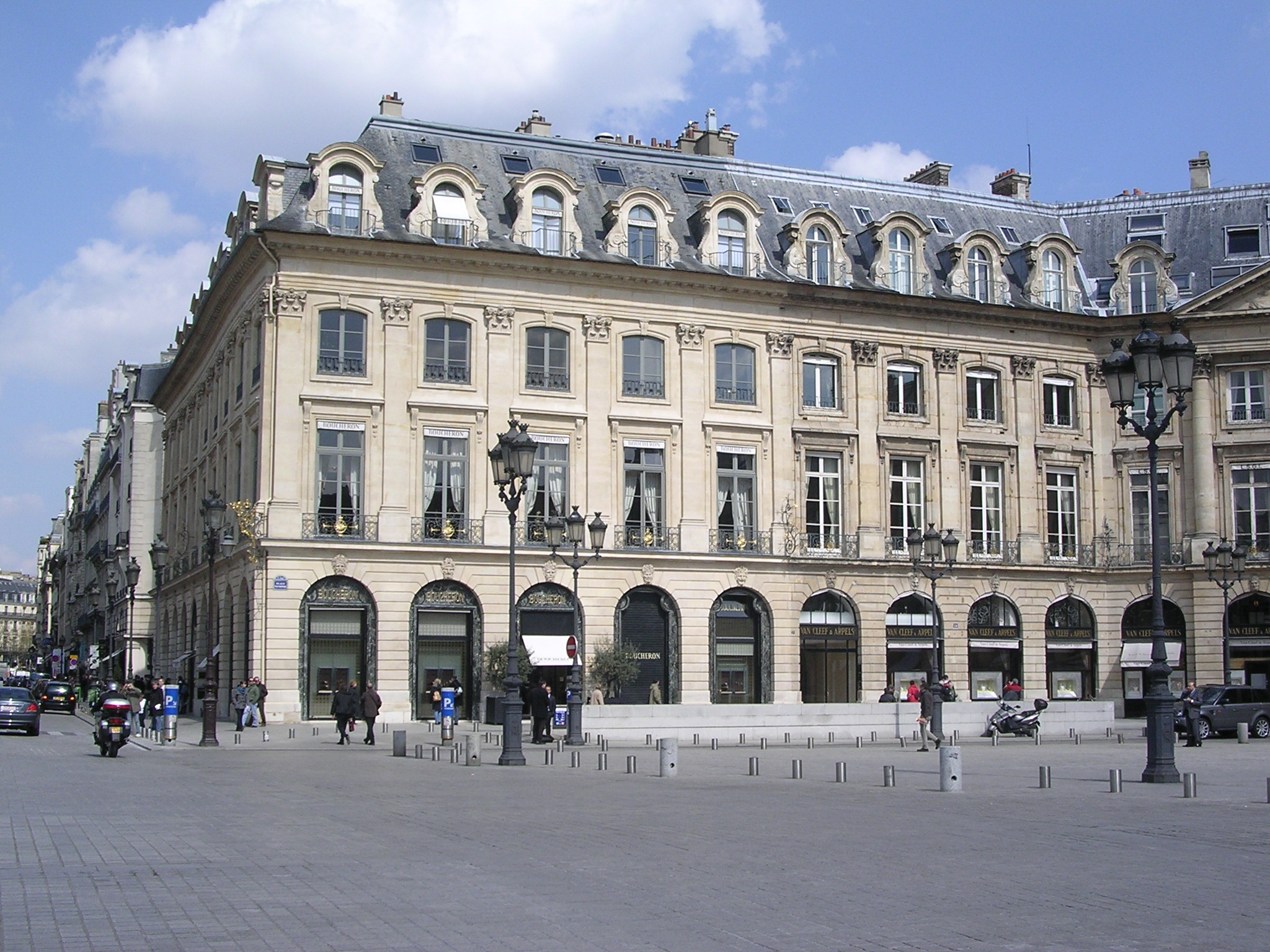
Вандомська площа
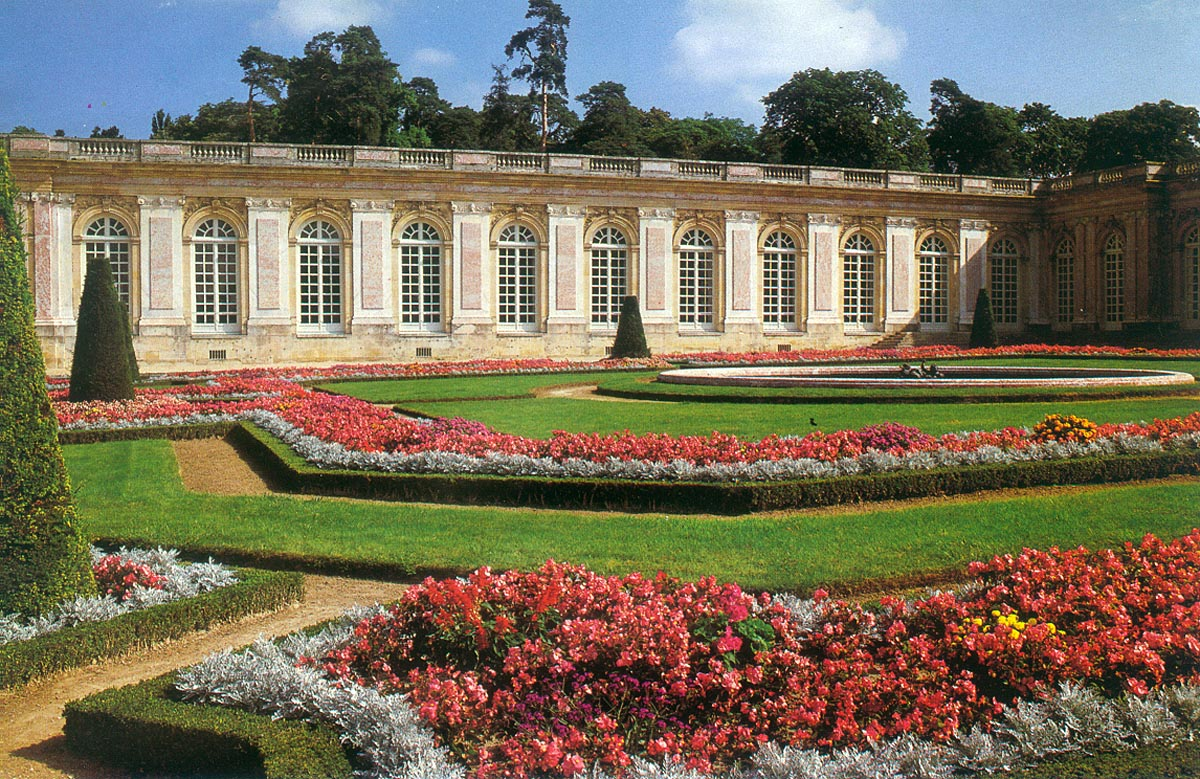
Великий Тріанон у Версалі.
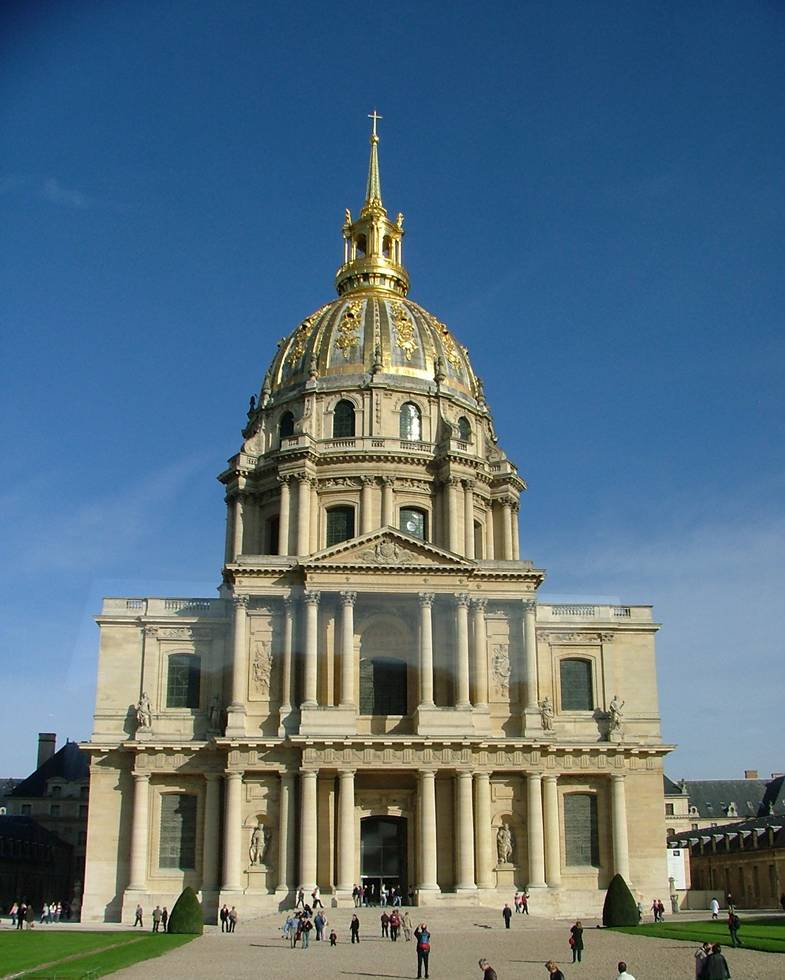
Собор Будинку Інвалідів
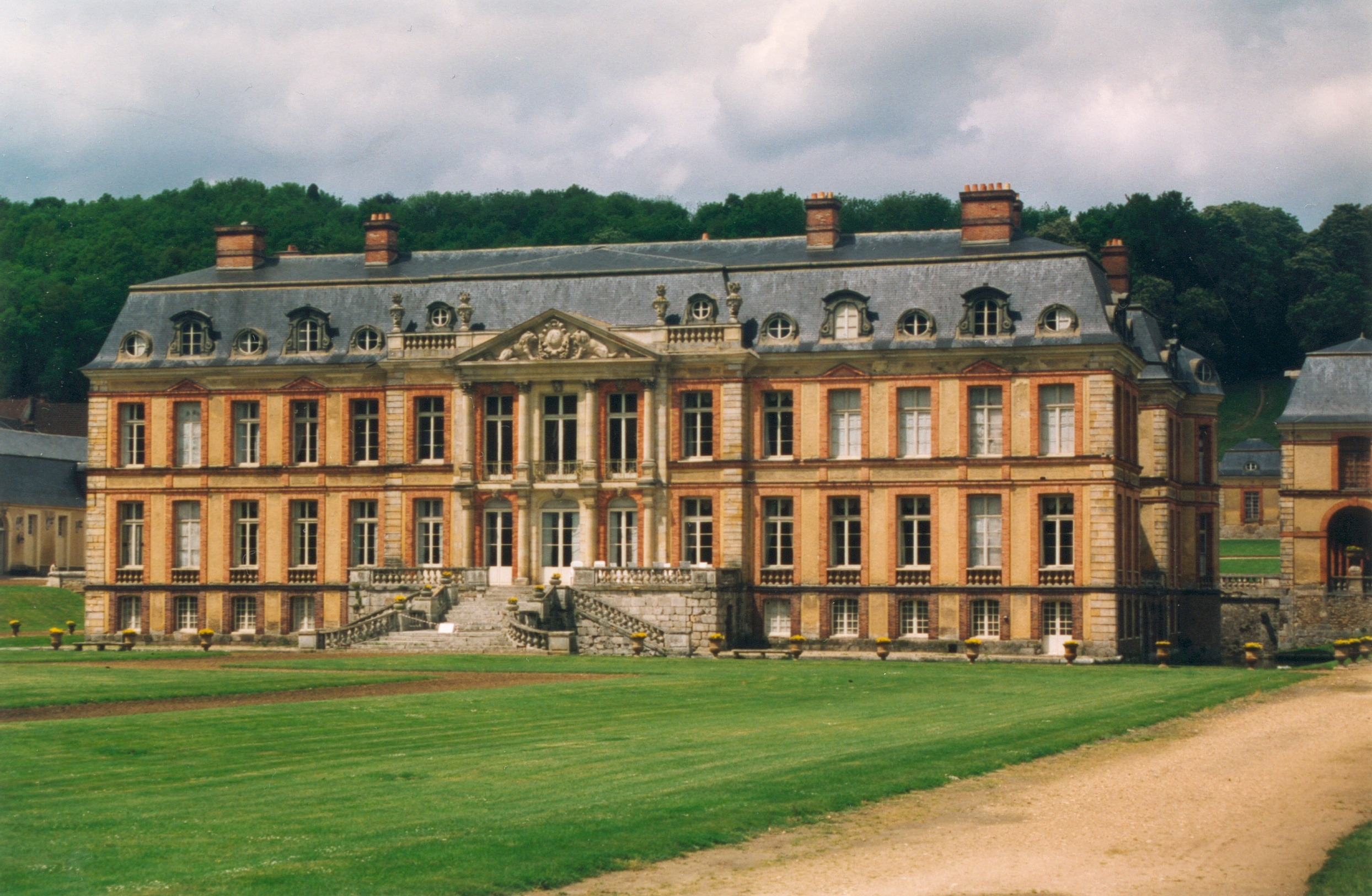
Шато де Дампьєр[fr]